# Montauban Challenger
Il Montauban Challenger è stato un torneo professionistico di tennis giocato su campi in terra rossa. Faceva parte dell'ATP Challenger Series. Si giocava annualmente a Montauban in Francia.

## Albo d'oro

### Singolare
| Anno | Campione               | Finalista               | Punteggio         |
| ---- | ---------------------- | ----------------------- | ----------------- |
| 1993 | Christian Ruud         | Younes El Aynaoui       | 6–7, 6–4, 7–6     |
| 1994 | Martin Sinner          | Pier Gauthier           | 7–6, 6–2          |
| 1995 | Johan Van Herck        | Wojciech Kowalski       | 6–4, 4–6, 6–3     |
| 1996 | Andrei Pavel           | Stéphane Huet           | 6–4, 6–3          |
| 1997 | Olivier Mutis          | Horst Skoff             | 6–3, 7–6          |
| 1998 | Edwin Kempes           | Wolfgang Schranz        | 7–5, 6–3          |
| 1999 | Álex López Morón       | Emanuel Couto           | 6–4, 4–6, 6–2     |
| 2000 | Jean Rene Lisnard      | Óscar Serrano Rodríguez | 6–2, 6–0          |
| 2001 | Oliver Gross           | Julián Alonso           | 6–0, 4–1 ritirato |
| 2002 | Richard Gasquet        | Óscar Serrano Gámez     | 7–5, 6–1          |
| 2003 | Juan Pablo Guzmán      | Slimane Saoudi          | 6–3, 2–6, 6–1     |
| 2004 | Álex Calatrava         | Óscar Hernández         | 6–4, 1–6, 6–3     |
| 2005 | Édouard Roger-Vasselin | Roko Karanušić          | 6–4, 6–4          |
| 2006 | Lamine Ouahab          | Marc Gicquel            | 7–5, 3–6, 7–6(2)  |
| 2007 | Michael Lammer         | Thierry Ascione         | 1–6, 6–3, 7–6(4)  |

### Doppio
| Anno | Campioni                                    | Finalisti                           | Punteggio        |
| ---- | ------------------------------------------- | ----------------------------------- | ---------------- |
| 1993 | Saša Hiršzon Christian Ruud                 | Massimo Cierro Ugo Colombini        | 6–1, 6–2         |
| 1994 | Martin Sinner Joost Winnink                 | Nicola Bruno Otavio Della           | 7–5, 6–3         |
| 1995 | Robert Devens Tamer El Sawy                 | Clinton Ferreira Aleksandar Kitinov | 7–5, 6–4         |
| 1996 | Gilles Bastie Claude N'goran                | Clinton Ferreira Andrei Pavel       | 6–4, 1–6, 7–6    |
| 1997 | Gabrio Castrichella Daniele Musa            | Lars Rehmann Attila Sávolt          | 7–6, 2–6, 7–6    |
| 1998 | Eduardo Nicolás Espín Germán Puentes        | Edwin Kempes Rogier Wassen          | 7–5, 7–5         |
| 1999 | Simon Aspelin Ota Fukárek                   | Ali Hamadeh Rogier Wassen           | 6–3, 6–4         |
| 2000 | Lee Pearson Grant Silcock                   | Tim Crichton Ashley Fisher          | 6–1, 6–4         |
| 2001 | Diego del Río Vadim Kucenko                 | Tuomas Ketola Orlin Stanojčev       | 6–4, 6–2         |
| 2002 | Oliver Marach Oleg Ogorodov                 | Federico Browne Christian Kordasz   | 7–5, 7–6(3)      |
| 2003 | Fred Hemmes Rogier Wassen                   | Juan Pablo Guzmán Ignacio Hirigoyen | 6–4, 6–4         |
| 2004 | Marc-Kevin Goellner Álex López Morón        | Brian Dabul Ignacio González King   | 6–3, 5–7, 7–6(5) |
| 2005 | Steve Darcis Stefan Wauters                 | Gabriel Trujillo Soler Lovro Zovko  | 6–4, 6(5)–7, 6–4 |
| 2006 | Pablo Cuevas Adrián García                  | Marc Gicquel Édouard Roger-Vasselin | 6–3, 4–6, [10–8] |
| 2007 | Marc Fornell Mestres Gabriel Trujillo Soler | Adriano Biasella Jean-René Lisnard  | 6–3, 7–5         |